# André Prévost
Jean Marie André Prévost (26. marts 1860 i Reims - 15. februar 1919 i Paris) var en fransk tennisspiller som deltog i OL 1900 i Paris.
Canet vandt en bronzemedalje i tennis under OL 1900 i Paris. Han kom på en tredjeplads i doubleturneringen sammen med Georges de la Chapelle.